# Mława
Mława es una ciudad de Polonia con 31.047 habitantes (2021). Es la capital del condado homónimo.
Durante la invasión de Polonia en 1939 tuvo lugar allí la llamada Batalla de Mława.

## Historia
La primera mención registrada de Mlawa data del 2 de julio de 1426, cuando tres príncipes de Mazovia (Siemowit V, Trojden II y Władysław I) asistieron allí a una sesión de una corte local. Tres años más tarde, se tiene constancia de que Mlawa fue constituida como ciudad. 
En 1521, fue tomada y saqueada por los caballeros teutones. 
En 1795, por las Particiones de Polonia, Mława pasó a formar parte del Reino de Prusia.
Tras las guerras napoleónicas, en el Congreso de Viena de 1815, Mława (junto con toda su provincia) fue incorporada a la partición rusa de Polonia, donde permaneció hasta la Primera Guerra Mundial. Durante este periodo tuvieron lugar allí duras batallas.
En el periodo de entreguerras, la localidad fue asignada al Voivodato de Varsovia (1919-1939). El gobierno de la Segunda República Polaca construyó allí varias fortificaciones dada su proximidad con la frontera alemana.
Durante la ocupación de Polonia en la Segunda Guerra Mundial por parte de la Alemania Nazi, la ciudad (conocida como Mielau en alemán) dio su nombre al campo de entrenamiento militar de Truppenübungsplatz "Mielau", que fue construido con prisioneros del campo de concentración de Soldau. Las instalaciones construidas fueron utilizadas por los nazis para la reparación de tanques durante la Operación Barbarroja y para el testeo de armas antitanque y artillería, ocupando para ello un área de 300 kilómetros cuadrados. Algunas localidades fueron completamente desmanteladas para dar cabida al campo de entrenamiento y 25.000 personas fueron expulsadas de esa área.
Antes de la llegada de los soviets en 1945, en Mława tuvo lugar la masacre de 364 prisioneros del campo de trabajos forzados adyacente al campo de entrenamiento militar de Truppenübungsplatz "Mielau".

## Personajes célebres
- Eva Kotchever (1891-1943), escritora.

## Ciudades hermanadas
Mława está hermanada con:
- Moscufo, Italia
- Nasaud, Rumanía
- Saverne, Francia
- Viernheim, Alemania